# 船営区
船営区（せんえい-く）は中華人民共和国吉林省吉林市に位置する市轄区。

## 行政区画
11街道、3鎮、1郷を管轄：
- 街道弁事処：徳勝街道、南京街道、大東街道、青島街道、向陽街道、北極街道、致和街道、長春路街道、臨江街道、北山街道、黄旗屯街道
- 鎮：大綏河鎮、捜登站鎮、越北鎮
- 郷：歓喜郷

## 交通

### 道路
- 高速道路
  -  琿烏高速道路
- 国道
  -  G202国道
  -  G302国道